# Anton Büschelberger

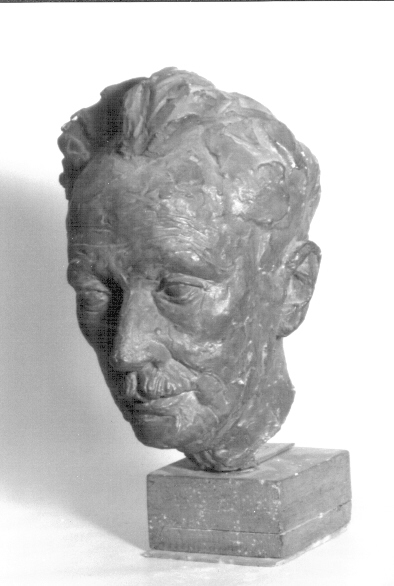
Anton Büschelberger

Anton Büschelberger (* 9. September 1869 in Eger; † 3. Juli 1934 in Dresden) war ein deutscher Bildhauer.

## Leben und Wirken
Anton Büschelberger entstammte einer Künstlerfamilie. Bereits sein Vater Georg Friedrich Christian Büschelberger (1848–1918) war als Bildhauer tätig. Im Jahre 1870 siedelte die Familie von Eger nach Neuses bei Coburg um. Anton Büschelberger studierte nach dem Besuch der Fachschule für Keramik in Teplitz schließlich Malerei in München. In den Jahren 1899 und 1900 arbeitete er in den Werkstätten für Kunst und Kunstgewerbe der Firma Schumacher & Co. in Osterode am Harz.
Anschließend machte er sich in Dresden selbstständig und eröffnete dort ein Atelier. Im August 1899 vermählte er sich mit Anna Seibt aus Teplitz-Schönau. Aus dieser Ehe gingen vier Söhne hervor, unter anderen Friedrich Büschelberger, der seinem Vater nacheiferte und ebenfalls Kunstbildhauer wurde.
Der Schwerpunkt seiner künstlerischen Tätigkeit lag in realistischen Tierskulpturen, die er häufig in Bronzeguss bei der Bildgießerei Kraas in Berlin ausführen ließ.  Die Vorlagen für die Tierskulpturen gewann er im Dresdner Zoo, wo er zahlreiche Skizzenbücher mit Entwürfen füllte. Viele Jahre arbeitete Büschelberger nebenher als freier Mitarbeiter für die Porzellanmanufaktur von Friedrich Karl Ens in Rudolstadt-Volkstedt, Thüringen. Im Jahr 1931 endete diese Zusammenarbeit, als die Manufaktur von der Weltwirtschaftskrise erfasst wurde.
Auch sind Gemälde des Künstlers bekannt.
Nach seinem Tod 1934 fand Anton Büschelberger auf dem Johannisfriedhof in Dresden seine letzte Ruhe.